# Birthday wedding
Birthday wedding(버스데이 웨딩)은 일본의 여성 아이돌 가수 카시와기 유키의 노래이자 싱글이다.

## 수록곡

### A타입
1. Birthday wedding - 4:26
2. 그래도 계속 (でもねずっと) - 5:42
3. 너와 나 (あなたと私) - 3:41
4. Birthday wedding (Instrumental) - 4:26
5. 그래도 계속 (でもねずっと) (Instrumental) - 5:42
6. 너와 나 (あなたと私) (Instrumental) - 3:41

### B타입
1. Birthday wedding - 4:26
2. 그래도 계속 (でもねずっと) - 5:42
3. 입맞춤의 초콜릿 (口移しのチョコレート) - 4:45
4. Birthday wedding (Instrumental) - 4:26
5. 그래도 계속 (でもねずっと) (Instrumental) - 5:42
6. 입맞춤의 초콜릿 (口移しのチョコレート) (Instrumental) - 4:45

### C타입
1. Birthday wedding - 4:26
2. 그래도 계속 (でもねずっと) - 5:42
3. 내일도 웃자 (明日も笑おう) - 4:34
4. Birthday wedding (Instrumental) - 4:26
5. 그래도 계속 (でもねずっと) (Instrumental) - 5:42
6. 내일도 웃자 (明日も笑おう) (Instrumental) - 4:34